# Liubov Zadorózhnaya
Liubov Vasílievna Zadorózhnaya –em russo, Любовь Васильевна Задорожная– (nascida como Liubov Riabchenko, 3 de novembro de 1942) é uma desportista soviética que competiu em ciclismo nas modalidades de estrada e pista.
Obteve duas medalhas de prata no Campeonato Mundial de Ciclismo em Estrada, nos anos 1967 e 1972, ambas na prova de perseguição individual.
Em pista ganhou duas medalhas de bronze no Campeonato Mundial de Ciclismo em Pista, nos anos 1963 e 1972, ambas na prova de perseguição individual.

## Medalheiro internacional

### Ciclismo em estrada
| Campeonato Mundial | Campeonato Mundial       | Campeonato Mundial | Campeonato Mundial |
| Ano                | Lugar                    | Medalha            | Competição         |
| ------------------ | ------------------------ | ------------------ | ------------------ |
| 1967               | Heerlen ( Países Baixos) | Medalha de prata   | Estrada            |
| 1972               | Gap ( França)            | Medalha de prata   | Estrada            |

### Ciclismo em pista
| Campeonato Mundial | Campeonato Mundial | Campeonato Mundial | Campeonato Mundial     |
| Ano                | Lugar              | Medalha            | Competição             |
| ------------------ | ------------------ | ------------------ | ---------------------- |
| 1963               | Rocourt ( Bélgica) | Medalha de bronze  | Perseguição individual |
| 1972               | Marselha ( França) | Medalha de bronze  | Perseguição individual |